# Bergantim Real
O Bergantim Real também designado Galeota de D. Maria I, foi uma galeota real portuguesa, mandada construir pela rainha Maria I de Portugal em 1778 para os esponsais do príncipe D. João com Dona Carlota Joaquina.